# Großer Preis der USA 2019
Der Große Preis der USA 2019 (offiziell Formula 1 Emirates United States Grand Prix 2019) fand am 3. November auf dem Circuit of The Americas in Austin statt und war das 19. Rennen der Formel-1-Weltmeisterschaft 2019.

## Berichte

### Hintergründe
Nach dem Großen Preis von Mexiko führte Lewis Hamilton in der Fahrerwertung mit 74 Punkten vor Valtteri Bottas und mit 127 Punkten vor Charles Leclerc. Bei noch drei ausstehenden Rennen hatten nur noch Hamilton und Bottas rechnerische Chancen auf die Fahrerweltmeisterschaft. Bei einem Sieg von Bottas hätte Hamilton allerdings bereits der zehnte Platz gereicht, da er mehr Siege hatte. Mercedes stand mit 186 Punkten Vorsprung auf Ferrari bereits als Konstrukteursweltmeister fest, Red Bull Racing lag als Dritter 311 Punkte zurück.
Beim Großen Preis der USA stellte Pirelli den Fahrern die Reifenmischungen P Zero Hard (weiß, Mischung C2), P Zero Medium (gelb, C3) und P Zero Soft (rot, C4) sowie für Nässe Cinturato Intermediates (grün) und Cinturato Full-Wets (blau) zur Verfügung.
Carlos Sainz jr. bestritt seinen 100. Grand Prix.
Sebastian Vettel (sieben), Daniel Ricciardo (fünf), Antonio Giovinazzi, Daniil Kwjat, Kevin Magnussen, Max Verstappen (jeweils vier), Lance Stroll (drei), Romain Grosjean, Hamilton, Leclerc, Kimi Räikkönen (jeweils zwei), Alexander Albon, Pierre Gasly, Sergio Pérez, George Russell und Sainz jr. (jeweils einer) gingen mit Strafpunkten ins Rennwochenende.
Mit Hamilton (sechsmal), Räikkönen und Vettel (jeweils einmal) traten drei ehemalige Sieger zu diesem Grand Prix an. Hamilton gewann das Rennen dabei einmal, als es 2007 auf dem Indianapolis Motor Speedway ausgetragen wurde.
Als Rennkommissare für dieses Rennwochenende fungierten Garry Connelly (AUS), Felix Holter (DEU), Derek Warwick (GBR) und Dennis Dean (USA).

### Training
Im ersten freien Training war Verstappen mit einer Rundenzeit von 1:34,057 Minuten Schnellster vor Vettel und Albon.
Im zweiten freien Training fuhr Hamilton in 1:33,232 Minuten die Bestzeit vor Leclerc und Verstappen. Das Training wurde nach einem Unfall von Grosjean für einige Minuten unterbrochen.
Im dritten freien Training war Verstappen in 1:33,305 Minuten Schnellster vor Vettel und Lando Norris.

### Qualifying
Das Qualifying bestand aus drei Teilen mit einer Nettolaufzeit von 45 Minuten. Im ersten Qualifying-Segment (Q1) hatten die Fahrer 18 Minuten Zeit, um sich für das Rennen zu qualifizieren. Alle Fahrer, die im ersten Abschnitt eine Zeit erzielten, die maximal 107 Prozent der schnellsten Rundenzeit betrug, qualifizierten sich für den Grand Prix. Die besten 15 Fahrer erreichten den nächsten Teil. Norris war Schnellster. Die beiden Williams-Piloten, Pérez und die beiden Alfa-Romeo-Piloten schieden aus.
Der zweite Abschnitt (Q2) dauerte 15 Minuten. Die zehn schnellsten Piloten qualifizierten sich für den dritten Teil des Qualifyings und mussten mit den hier verwendeten Reifen das Rennen starten, alle übrigen Piloten hatten freie Reifenwahl für den Rennstart. Die Mercedes- und Ferrari-Piloten sowie Verstappen fuhren ihre Rundenzeit auf der Medium-Mischung, alle übrigen Piloten auf der Soft-Mischung. Leclerc war Schnellster. Die Haas-Piloten, Stroll, Nico Hülkenberg und Kwjat schieden aus.
Der finale Abschnitt (Q3) ging über eine Zeit von zwölf Minuten, in denen die ersten zehn Startpositionen vergeben wurden. Bottas fuhr mit einer Rundenzeit von 1:32,029 Minuten die Bestzeit vor Vettel und Verstappen. Es war die elfte Pole-Position für Bottas in der Formel-1-Weltmeisterschaft, davon die fünfte in dieser Saison. Zuletzt hatte er beim Großen Preis von Großbritannien auf der Pole-Position gestanden.
Pérez musste aus der Boxengasse starten, da er im zweiten freien Training die Aufforderung ignoriert hatte, sein Fahrzeug wiegen zu lassen.

### Rennen
Beim Start behielt Bottas die Führung, während Vettel, der als Zweiter startete, in der ersten Kurve sofort von Verstappen überholt wurde. In der ersten Runde wurde der deutsche Fahrer auch von Leclerc, Hamilton und Norris überholt.
Aufgrund einer Berührung mit Sainz jr. musste Albon an der Box anhalten, um seine Reifen zu wechseln. Vettel hatte Probleme mit dem Handling und wurde auch von Ricciardo überholt. Das Rennen des Ferrari-Fahrers endete schließlich in der siebten Runde, als er aufgrund eines Defekts der rechten Hinterradaufhängung nach dem Überfahren einer Bordsteinkante aufgeben musste. In der neunten Runde überholte Ricciardo Norris und belegte den fünften Platz.
Bottas führte das Rennen an, mit rund zwei Sekunden Vorsprung auf Verstappen, dreieinhalb vor Hamilton und über zwölfeinhalb vor Leclerc. In Runde 13 hielt Verstappen, der von Hamilton unter Druck gesetzt wurde, an, um die Reifen zu wechseln. Der Niederländer wechselte auf harte Mischungen. Die gleiche Aktion wurde in der folgenden Runde von Bottas ausgeführt.
Damit übernahm Hamilton die Führung, immer noch vor Leclerc, Bottas und Verstappen. Der Mercedes-Finne überholte Leclerc in Runde 15 und belegte den zweiten Platz. Kurz darauf überholte auch Verstappen Leclerc. Bottas versuchte, den Rückstand auf Hamilton zu verringern, der noch nicht an der Box war und auf gebrauchten Reifen unterwegs war. Norris stoppte in Runde 19. Eine Runde später stoppte auch Leclerc und zog erneut harte Reifen auf. Der Boxenstopp des Ferrari-Piloten dauerte über sieben Sekunden, was den Monegassen dazu zwang, als Sechster hinter den beiden Renault wieder ins Rennen einzusteigen. Ricciardos Reifenwechsel und das Überholen von Nico Hülkenberg ermöglichten Leclerc die Rückkehr auf den vierten Platz.
In der 23. Runde holte Bottas Hamilton ein, der an die Box ging, um harte Reifen aufzuziehen. Der Brite kehrte hinter Verstappen auf die Strecke zurück. In Runde 25 überholte Sainz jr. Hülkenberg und lag hinter Norris auf dem siebten Platz. Albon kam ebenfalls von hinten und holte in Runde 31 Sainz jr. ein und überholte ihn.
Zwischen der 34. und 35. Runde stoppten sowohl Verstappen als auch Bottas und entschieden sich dafür, das Rennen auf Medium-Reifen zu beenden. Hamilton übernahm wieder die Führung und versuchte, das Rennen mit nur einem Stopp zu beenden. In zwei Runden, zwischen der 35. und 37. Runde, überholte Albon Norris und Ricciardo und war Fünfter. In Runde 41 machte der Thailänder seinen zweiten Stopp zum Reifenwechsel. Er fiel auf den neunten Platz zurück.
Leclerc, der einen großen Vorsprung auf seine Verfolger hatte, stoppt in Runde 42 zum zweiten Mal. Er nutzte weiche Reifen und ging auf die schnellste Runde, die ihm in Runde 44 auch gelang. Albon überholte Gasly und Sainz jr. in wenigen Runden und Ricciardo anschließend auch Ricciardo und belegte den fünften Platz.
In den letzten Runden hatte Hamilton Probleme mit den Reifen und wurde in Runde 52 von Bottas eingeholt und überholt. Auch Verstappen näherte sich dem Briten, konnte ihn aber nicht überholen, da am Ende der langen Geraden im zweiten Sektor gelbe Flaggen geschwenkt wurden, da Magnussen seinen Haas abstellen musste.
Bottas gewann somit das Rennen vor Hamilton und Verstappen. Es war der siebte Sieg von Bottas in der Formel-1-Weltmeisterschaft, davon der vierte in dieser Saison. Die restlichen Punkteplatzierungen belegten Leclerc, Albon, Ricciardo, Norris, Sainz jr., Hülkenberg und Pérez. Da Leclerc die schnellste Runde erzielte und das Rennen unter den ersten Zehn beendete, erhielt er einen zusätzlichen Punkt.
Hamilton reichte der zweite Platz zum vorzeitigen Gewinn seiner sechsten Fahrerweltmeisterschaft. Bottas stand mit seinem Sieg nun als Vizeweltmeister fest, Leclerc blieb Dritter. Auch in der Konstrukteursweltmeisterschaft blieben die Positionen unverändert, die ersten drei Positionen standen fest.

## Meldeliste
| Team                             | Nr. | Fahrer             | Chassis                       | Motor                         | Reifen |
| -------------------------------- | --- | ------------------ | ----------------------------- | ----------------------------- | ------ |
| Mercedes-AMG Petronas Motorsport | 44  | Lewis Hamilton     | Mercedes-AMG F1 W10 EQ Power+ | Mercedes-AMG F1 M10 EQ Power+ | P      |
| Mercedes-AMG Petronas Motorsport | 77  | Valtteri Bottas    | Mercedes-AMG F1 W10 EQ Power+ | Mercedes-AMG F1 M10 EQ Power+ | P      |
| Scuderia Ferrari                 | 05  | Sebastian Vettel   | Ferrari SF90                  | Ferrari 064                   | P      |
| Scuderia Ferrari                 | 16  | Charles Leclerc    | Ferrari SF90                  | Ferrari 064                   | P      |
| Aston Martin Red Bull Racing     | 33  | Max Verstappen     | Red Bull Racing RB15          | Honda RA619H                  | P      |
| Aston Martin Red Bull Racing     | 23  | Alexander Albon    | Red Bull Racing RB15          | Honda RA619H                  | P      |
| Renault F1 Team                  | 03  | Daniel Ricciardo   | Renault R.S.19                | Renault E-Tech 19             | P      |
| Renault F1 Team                  | 27  | Nico Hülkenberg    | Renault R.S.19                | Renault E-Tech 19             | P      |
| Haas F1 Team                     | 08  | Romain Grosjean    | Haas VF-19                    | Ferrari 064                   | P      |
| Haas F1 Team                     | 20  | Kevin Magnussen    | Haas VF-19                    | Ferrari 064                   | P      |
| McLaren F1 Team                  | 55  | Carlos Sainz jr.   | McLaren MCL34                 | Renault E-Tech 19             | P      |
| McLaren F1 Team                  | 04  | Lando Norris       | McLaren MCL34                 | Renault E-Tech 19             | P      |
| SportPesa Racing Point F1 Team   | 11  | Sergio Pérez       | Racing Point RP19             | BWT Mercedes                  | P      |
| SportPesa Racing Point F1 Team   | 18  | Lance Stroll       | Racing Point RP19             | BWT Mercedes                  | P      |
| Alfa Romeo Racing                | 07  | Kimi Räikkönen     | Alfa Romeo Racing C38         | Ferrari 064                   | P      |
| Alfa Romeo Racing                | 99  | Antonio Giovinazzi | Alfa Romeo Racing C38         | Ferrari 064                   | P      |
| Red Bull Toro Rosso Honda        | 26  | Daniil Kwjat       | Scuderia Toro Rosso STR14     | Honda RA619H                  | P      |
| Red Bull Toro Rosso Honda        | 10  | Pierre Gasly       | Scuderia Toro Rosso STR14     | Honda RA619H                  | P      |
| ROKiT Williams Racing            | 40  | Nicholas Latifi    | Williams FW42                 | Mercedes-AMG F1 M10 EQ Power+ | P      |
| ROKiT Williams Racing            | 63  | George Russell     | Williams FW42                 | Mercedes-AMG F1 M10 EQ Power+ | P      |
| ROKiT Williams Racing            | 88  | Robert Kubica      | Williams FW42                 | Mercedes-AMG F1 M10 EQ Power+ | P      |

Anmerkungen
1. 1 2  Latifi bestritt das erste freie Training im Williams mit der Startnummer 40. Russell übernahm das Fahrzeug anschließend für das restliche Wochenende mit seiner Startnummer 63.

## Klassifikationen

### Qualifying
| Pos.                                                                      | Fahrer             | Konstrukteur              | Q1       | Q2       | Q3       | Start |
| ------------------------------------------------------------------------- | ------------------ | ------------------------- | -------- | -------- | -------- | ----- |
| 01                                                                        | Valtteri Bottas    | Mercedes                  | 1:33,750 | 1:33,160 | 1:32,029 | 01    |
| 02                                                                        | Sebastian Vettel   | Ferrari                   | 1:33,766 | 1:32,782 | 1:32,041 | 02    |
| 03                                                                        | Max Verstappen     | Red Bull Racing-Honda     | 1:33,549 | 1:33,120 | 1:32,096 | 03    |
| 04                                                                        | Charles Leclerc    | Ferrari                   | 1:33,988 | 1:32,760 | 1:32,137 | 04    |
| 05                                                                        | Lewis Hamilton     | Mercedes                  | 1:33,454 | 1:33,045 | 1:32,321 | 05    |
| 06                                                                        | Alexander Albon    | Red Bull Racing-Honda     | 1:33,984 | 1:32,898 | 1:32,548 | 06    |
| 07                                                                        | Carlos Sainz jr.   | McLaren-Renault           | 1:33,916 | 1:33,422 | 1:32,847 | 07    |
| 08                                                                        | Lando Norris       | McLaren-Renault           | 1:33,353 | 1:33,316 | 1:33,175 | 08    |
| 09                                                                        | Daniel Ricciardo   | Renault                   | 1:33,835 | 1:33,608 | 1:33,488 | 09    |
| 10                                                                        | Pierre Gasly       | Scuderia Toro Rosso-Honda | 1:33,556 | 1:33,705 | 1:33,601 | 10    |
| 11                                                                        | Nico Hülkenberg    | Renault                   | 1:34,092 | 1:33,815 | –        | 11    |
| 12                                                                        | Kevin Magnussen    | Haas-Ferrari              | 1:33,812 | 1:33,979 | –        | 12    |
| 13                                                                        | Daniil Kwjat       | Scuderia Toro Rosso-Honda | 1:34,138 | 1:34,089 | –        | 13    |
| 14                                                                        | Lance Stroll       | Racing Point-BWT Mercedes | 1:33,921 | 1:34,100 | –        | 14    |
| 15                                                                        | Romain Grosjean    | Haas-Ferrari              | 1:34,161 | 1:34,158 | –        | 15    |
| 16                                                                        | Antonio Giovinazzi | Alfa Romeo Racing-Ferrari | 1:34,226 | –        | –        | 16    |
| 17                                                                        | Kimi Räikkönen     | Alfa Romeo Racing-Ferrari | 1:34,369 | –        | –        | 17    |
| 18                                                                        | George Russell     | Williams-Mercedes         | 1:35,372 | –        | –        | 18    |
| 19                                                                        | Sergio Pérez       | Racing Point-BWT Mercedes | 1:35,808 | –        | –        | Box   |
| 20                                                                        | Robert Kubica      | Williams-Mercedes         | 1:35,889 | –        | –        | 19    |
| 107-Prozent-Zeit: 1:39,887 min (bezogen auf Q1-Bestzeit von 1:33,353 min) |                    |                           |          |          |          |       |

Anmerkungen
1. ↑  Pérez musste aus der Boxengasse starten, da er im freien Training die Aufforderung ignoriert hatte, sein Fahrzeug wiegen zu lassen.

### Rennen
| Pos. | Fahrer             | Konstrukteur              | Runden | Stopps | Zeit        | Start | Schnellste Runde |
| ---- | ------------------ | ------------------------- | ------ | ------ | ----------- | ----- | ---------------- |
| 01   | Valtteri Bottas    | Mercedes                  | 56     | 2      | 1:33:55,653 | 01    | 1:36,957 (37.)   |
| 02   | Lewis Hamilton     | Mercedes                  | 56     | 1      | + 4,148     | 05    | 1:38,446 (26.)   |
| 03   | Max Verstappen     | Red Bull Racing-Honda     | 56     | 2      | + 5,002     | 03    | 1:38,214 (42.)   |
| 04   | Charles Leclerc    | Ferrari                   | 56     | 2      | + 52,239    | 04    | 1:36,169 (44.)   |
| 05   | Alexander Albon    | Red Bull Racing-Honda     | 56     | 3      | + 1:18,038  | 06    | 1:38,029 (42.)   |
| 06   | Daniel Ricciardo   | Renault                   | 56     | 1      | + 1:30,366  | 09    | 1:40,564 (28.)   |
| 07   | Lando Norris       | McLaren-Renault           | 56     | 2      | + 1:30,764  | 08    | 1:38,074 (44.)   |
| 08   | Carlos Sainz jr.   | McLaren-Renault           | 55     | 1      | + 1 Runde   | 07    | 1:40,844 (44.)   |
| 09   | Nico Hülkenberg    | Renault                   | 55     | 2      | + 1 Runde   | 11    | 1:38,437 (47.)   |
| 010  | Sergio Pérez       | Racing Point BWT Mercedes | 55     | 1      | + 1 Runde   | 20    | 1:40,165 (34.)   |
| 011  | Kimi Räikkönen     | Alfa Romeo Racing-Ferrari | 55     | 2      | + 1 Runde   | 17    | 1:39,608 (46.)   |
| 012  | Daniil Kwjat       | Scuderia Toro Rosso-Honda | 55     | 2      | + 1 Runde   | 13    | 1:38,969 (41.)   |
| 013  | Lance Stroll       | Racing Point BWT-Mercedes | 55     | 2      | + 1 Runde   | 14    | 1:40,380 (42.)   |
| 014  | Antonio Giovinazzi | Alfa Romeo Racing-Ferrari | 55     | 2      | + 1 Runde   | 16    | 1:39,964 (41.)   |
| 015  | Romain Grosjean    | Haas-Ferrari              | 55     | 1      | + 1 Runde   | 15    | 1:41,270 (52.)   |
| 016  | Pierre Gasly       | Scuderia Toro Rosso-Honda | 54     | 2      | DNF         | 10    | 1:40,850 (31.)   |
| 017  | George Russell     | Williams-Mercedes         | 54     | 2      | + 2 Runden  | 18    | 1:41,239 (54.)   |
| 018  | Kevin Magnussen    | Haas-Ferrari              | 52     | 2      | DNF         | 12    | 1:40,347 (42.)   |
| 0–   | Robert Kubica      | Williams-Mercedes         | 31     | 1      | DNF         | 19    | 1:43,830 (22.)   |
| 0–   | Sebastian Vettel   | Ferrari                   | 7      | 0      | DNF         | 02    | 1:42,165 (06.)   |

## WM-Stände nach dem Rennen
Die ersten zehn des Rennens bekamen 25, 18, 15, 12, 10, 8, 6, 4, 2 bzw. 1 Punkt(e). Zusätzlich gab es einen Punkt für die schnellste Rennrunde, da der Fahrer unter den ersten zehn landete.

### Fahrerwertung
| Pos. | Fahrer           | Konstrukteur                                      | Punkte |
| ---- | ---------------- | ------------------------------------------------- | ------ |
| 01   | Lewis Hamilton   | Mercedes                                          | 381    |
| 02   | Valtteri Bottas  | Mercedes                                          | 314    |
| 03   | Charles Leclerc  | Ferrari                                           | 249    |
| 04   | Max Verstappen   | Red Bull Racing-Honda                             | 235    |
| 05   | Sebastian Vettel | Ferrari                                           | 230    |
| 06   | Alexander Albon  | Scuderia Toro Rosso-Honda / Red Bull Racing-Honda | 84     |
| 07   | Carlos Sainz jr. | McLaren-Renault                                   | 80     |
| 08   | Pierre Gasly     | Red Bull Racing-Honda / Scuderia Toro Rosso-Honda | 77     |
| 09   | Daniel Ricciardo | Renault                                           | 46     |
| 10   | Sergio Pérez     | Racing Point-BWT Mercedes                         | 44     |

| Pos. | Fahrer             | Konstrukteur              | Punkte |
| ---- | ------------------ | ------------------------- | ------ |
| 11   | Lando Norris       | McLaren-Renault           | 41     |
| 12   | Nico Hülkenberg    | Renault                   | 37     |
| 13   | Daniil Kwjat       | Scuderia Toro Rosso-Honda | 34     |
| 14   | Kimi Räikkönen     | Alfa Romeo Racing-Ferrari | 31     |
| 15   | Lance Stroll       | Racing Point-BWT Mercedes | 21     |
| 16   | Kevin Magnussen    | Haas-Ferrari              | 20     |
| 17   | Romain Grosjean    | Haas-Ferrari              | 8      |
| 18   | Antonio Giovinazzi | Alfa Romeo Racing-Ferrari | 4      |
| 19   | Robert Kubica      | Williams-Mercedes         | 1      |
| 20   | George Russell     | Williams-Mercedes         | 0      |

### Konstrukteurswertung
| Pos. | Konstrukteur          | Punkte |
| ---- | --------------------- | ------ |
| 1    | Mercedes              | 695    |
| 2    | Ferrari               | 479    |
| 3    | Red Bull Racing-Honda | 366    |
| 4    | McLaren-Renault       | 121    |
| 5    | Renault               | 83     |

| Pos. | Konstrukteur              | Punkte |
| ---- | ------------------------- | ------ |
| 06   | Racing Point-BWT Mercedes | 65     |
| 07   | Scuderia Toro Rosso-Honda | 64     |
| 08   | Alfa Romeo Racing-Ferrari | 35     |
| 09   | Haas-Ferrari              | 28     |
| 10   | Williams-Mercedes         | 1      |